# Nationale Katholieke Partij
De Nationale Katholieke Partij (Spaans: Partido Católico Nacional, PCN) was een politieke partij in Mexico die bestond van 1911 tot 1917.
De partij werd opgericht door Gabriel Fernándes Somellera in 1911 als samenvoeging van meerdere kleine katholieke organisaties. De oprichting van de partij was mogelijk gemaakt door het verdrijven van dictator Porfirio Díaz door de liberaal Francisco I. Madero. De PCN was de eerste beweging sinds de definitieve nederlaag van de Mexicaanse conservatieven in 1867 die landelijk een religieus geïnspireerde politiek voorstond. De PCN liet zich inspireren door de christendemocratische partijen in Europa, met name de Belgische Katholieke Partij, de Duitse Centrumpartij en de Italiaanse christendemocraten. De partij steunde de presidentskandidatuur van Madero, die ook gesteund werd door de Nationale Antiherverkiezingspartij (PNA) en Madero's eigen Vooruitstrevende Constitutionalistische Partij (PCP), en de kandidatuur van Francisco León de la Barra als vicepresident.
In de daaropvolgende twee jaar was de partij electoraal redelijk succesvol. De partij haalde enkele zetels in de Kamer van Senatoren en tientallen in de Kamer van Afgevaardigden. De PCN was het sterkst in het zuiden en westen van het land en wist onder andere de gouverneursverkiezingen in Querétaro, Jalisco, Mexico en Zacatecas te winnen.
In 1913 pleegde generaal Victoriano Huerta een staatsgreep. Hij wierp Madero omver, vermoordde hem en vestigde zijn dictatuur. De PCN steunde Huerta en enkele aanhangers van de partij namen plaats in diens regering. Na het herstel van de democratie werd de PCN hierdoor niet uitgenodigd op de conventie die een nieuwe grondwet op zou stellen. In deze grondwet werd een artikel opgenomen waarin religieuze inmenging in de politiek streng verboden werd, waardoor de PCN moest worden opgeheven.

## Presidentskandidaten
- 1911: Francisco I. Madero
- 1913: Federico Gamboa

PAN · PRI · PVEM · PT · MC · Morena